# Charlotte Hornets 2020-2021
La stagione 2020-2021 dei Charlotte Hornets è stata la 31ª stagione della franchigia nella NBA.

## Draft
| Giro | Scelta | Giocatore    | Ruolo | Nazionalità | Università/Squadra |
| ---- | ------ | ------------ | ----- | ----------- | ------------------ |
| 1    | 3      | LaMelo Ball  | P     | Stati Uniti | The Hawks          |
| 2    | 32     | Vernon Carey | C     | Stati Uniti | Duke Blue Devils   |
| 2    | 56     | Grant Riller | P     | Stati Uniti | CofC Cougars       |

## Roster
| \| Pos. \| Num. \| Naz. \| Nome \| Altezza \| Peso \| Data nascita \| Provenienza \| \| ---- \| ---- \| ---- \| ------------------ \| ------- \| ------ \| ------------ \| --------------------- \| \| G \| 2 \| \| Ball, LaMelo \| 201 cm \| 85 kg \| 22-08-2001 \| SPIRE Academy (OH) \| \| P \| 3 \| \| Rozier, Terry \| 188 cm \| 86 kg \| 17-03-1994 \| Louisville \| \| AP \| 0 \| \| Bridges, Miles \| 201 cm \| 100 kg \| 21-03-1998 \| Michigan State \| \| AG \| 6 \| \| McDaniels, Jalen \| 208 cm \| 88 kg \| 31-01-1998 \| San Diego State \| \| P \| 4 \| \| Graham, Devonte' \| 188 cm \| 84 kg \| 22-02-1995 \| Kansas \| \| G \| 7 \| \| Riller, Grant (TW) \| 191 cm \| 86 kg \| 08-02-1997 \| College of Charleston \| \| C \| 8 \| \| Biyombo, Bismack \| 203 cm \| 116 kg \| 28-08-1992 \| R.D. Congo \| \| AP \| 10 \| \| Martin, Caleb \| 201 cm \| 91 kg \| 28-09-1995 \| Nevada \| \| AP \| 11 \| \| Martin, Cody \| 198 cm \| 91 kg \| 28-09-1995 \| Nevada \| \| C \| 14 \| \| Richards, Nick \| 211 cm \| 112 kg \| 29-11-1997 \| Kentucky \| \| A \| 20 \| \| Hayward, Gordon \| 203 cm \| 100 kg \| 23-03-1990 \| Butler \| \| C \| 22 \| \| Carey, Vernon \| 208 cm \| 122 kg \| 25-02-2001 \| Duke \| \| G \| 1 \| \| Monk, Malik \| 191 cm \| 91 kg \| 04-02-1998 \| Kentucky \| \| A \| 25 \| \| Washington, P.J. \| 203 cm \| 103 kg \| 23-08-1998 \| Kentucky \| \| G \| 30 \| \| Darling, Nate (TW) \| 196 cm \| 91 kg \| 30-08-1998 \| Delaware \| \| G \| 31 \| \| Chealey, Joe \| 193 cm \| 86 kg \| 01-11-1995 \| College of Charleston \| \| C \| 40 \| \| Zeller, Cody \| 213 cm \| 109 kg \| 05-10-1992 \| Indiana \| | Allenatore - James Borrego Assistente/i - Jay Hernandez - Chad Iske - Dutch Gaitley - Jay Triano - Ronald Nored Legenda - (C) Capitano - (FA) Free agent - (S) Sospeso - (TW) Contratto Two-way - (GL) Assegnato a squadra G League affiliata - (SD) Scelto al Draft - Infortunato Roster • Transazioni · Ultima transazione: 4 dicembre 2020 |                         |                    |         |        |              |                       |
| Pos. | Num. | Naz.                    | Nome               | Altezza | Peso   | Data nascita | Provenienza           |
| G | 2 | Stati Uniti (bandiera)  | Ball, LaMelo       | 201 cm  | 85 kg  | 22-08-2001   | SPIRE Academy (OH)    |
| P | 3 | Stati Uniti (bandiera)  | Rozier, Terry      | 188 cm  | 86 kg  | 17-03-1994   | Louisville            |
| AP | 0 | Stati Uniti (bandiera)  | Bridges, Miles     | 201 cm  | 100 kg | 21-03-1998   | Michigan State        |
| AG | 6 | Stati Uniti (bandiera)  | McDaniels, Jalen   | 208 cm  | 88 kg  | 31-01-1998   | San Diego State       |
| P | 4 | Stati Uniti (bandiera)  | Graham, Devonte'   | 188 cm  | 84 kg  | 22-02-1995   | Kansas                |
| G | 7 | Stati Uniti (bandiera)  | Riller, Grant (TW) | 191 cm  | 86 kg  | 08-02-1997   | College of Charleston |
| C | 8 | RD del Congo (bandiera) | Biyombo, Bismack   | 203 cm  | 116 kg | 28-08-1992   | R.D. Congo            |
| AP | 10 | Stati Uniti (bandiera)  | Martin, Caleb      | 201 cm  | 91 kg  | 28-09-1995   | Nevada                |
| AP | 11 | Stati Uniti (bandiera)  | Martin, Cody       | 198 cm  | 91 kg  | 28-09-1995   | Nevada                |
| C | 14 | Giamaica (bandiera)     | Richards, Nick     | 211 cm  | 112 kg | 29-11-1997   | Kentucky              |
| A | 20 | Stati Uniti (bandiera)  | Hayward, Gordon    | 203 cm  | 100 kg | 23-03-1990   | Butler                |
| C | 22 | Stati Uniti (bandiera)  | Carey, Vernon      | 208 cm  | 122 kg | 25-02-2001   | Duke                  |
| G | 1 | Stati Uniti (bandiera)  | Monk, Malik        | 191 cm  | 91 kg  | 04-02-1998   | Kentucky              |
| A | 25 | Stati Uniti (bandiera)  | Washington, P.J.   | 203 cm  | 103 kg | 23-08-1998   | Kentucky              |
| G | 30 | Canada (bandiera)       | Darling, Nate (TW) | 196 cm  | 91 kg  | 30-08-1998   | Delaware              |
| G | 31 | Stati Uniti (bandiera)  | Chealey, Joe       | 193 cm  | 86 kg  | 01-11-1995   | College of Charleston |
| C | 40 | Stati Uniti (bandiera)  | Zeller, Cody       | 213 cm  | 109 kg | 05-10-1992   | Indiana               |

## Classifiche

### Southeast Division
| Southeast Division     | V  | S  | V%   | PR   | Casa  | Trasf | Div | PG |
| ---------------------- | -- | -- | ---- | ---- | ----- | ----- | --- | -- |
| y – Atlanta Hawks      | 41 | 31 | .569 | 8,0  | 25–11 | 16–20 | 9–3 | 72 |
| x – Miami Heat         | 40 | 32 | .556 | 9,0  | 21–15 | 19–17 | 6–6 | 72 |
| xp – Wash. Wizards     | 34 | 38 | .472 | 15,0 | 19–17 | 15–21 | 3–9 | 72 |
| ep – Charlotte Hornets | 33 | 39 | .458 | 16,0 | 18–18 | 15–21 | 8–4 | 72 |
| e – Orlando Magic      | 21 | 51 | .292 | 28,0 | 11–25 | 10–26 | 4–8 | 72 |

### Eastern Conference
| Eastern Conference | Eastern Conference       | Eastern Conference | Eastern Conference | Eastern Conference | Eastern Conference | Eastern Conference |
| #                  | Squadra                  | V                  | S                  | V%                 | PR                 | PG                 |
| ------------------ | ------------------------ | ------------------ | ------------------ | ------------------ | ------------------ | ------------------ |
| 1                  | z – Philadelphia 76ers * | 49                 | 23                 | .681               | –                  | 72                 |
| 2                  | x – Brooklyn Nets        | 48                 | 24                 | .667               | 1,0                | 72                 |
| 3                  | y – Milwaukee Bucks *    | 46                 | 26                 | .639               | 3,0                | 72                 |
| 4                  | x – N.Y. Knicks          | 41                 | 31                 | .569               | 8,0                | 72                 |
| 5                  | y – Atlanta Hawks *      | 41                 | 31                 | .569               | 8,0                | 72                 |
| 6                  | x – Miami Heat           | 40                 | 32                 | .556               | 9,0                | 72                 |
|                    |                          |                    |                    |                    |                    |                    |
| 7                  | xp – Boston Celtics      | 36                 | 36                 | .500               | 13,0               | 72                 |
| 8                  | xp – Wash. Wizards       | 34                 | 38                 | .472               | 15,0               | 72                 |
| 9                  | ep – Indiana Pacers      | 34                 | 38                 | .472               | 15,0               | 72                 |
| 10                 | ep – Charlotte Hornets   | 33                 | 39                 | .458               | 16,0               | 72                 |
|                    |                          |                    |                    |                    |                    |                    |
| 11                 | e – Chicago Bulls        | 31                 | 41                 | .431               | 18,0               | 72                 |
| 12                 | e – Toronto Raptors      | 27                 | 45                 | .375               | 22,0               | 72                 |
| 13                 | e – Cleveland Cavaliers  | 22                 | 50                 | .306               | 27,0               | 72                 |
| 14                 | e – Orlando Magic        | 21                 | 51                 | .292               | 28,0               | 72                 |
| 15                 | e – Detroit Pistons      | 20                 | 52                 | .278               | 29,0               | 72                 |

## Mercato

### Acquisti
| Data       | Giocatore    | Contratto | Provenienza        |
| ---------- | ------------ | --------- | ------------------ |
| 30/11/2020 | Nate Darling | Two-way   | Delaware F.B. Hens |
| 30/11/2020 | Grant Riller | Two-way   | CofC Cougars       |

### Cessioni
| Data       | Giocatore         | Motivo     | Nuova squadra |
| ---------- | ----------------- | ---------- | ------------- |
| 29/11/2020 | Dwayne Bacon      | Rilasciato | Orlando Magic |
| 29/11/2020 | Willy Hernangómez | Rilasciato | N.O. Pelicans |
| 29/11/2020 | Kobi Simmons      | Rilasciato |               |
| 29/11/2020 | Nicolas Batum     | Tagliato   | L.A. Clippers |
| 29/11/2020 | Ray Spalding      | Tagliato   |               |

### Scambi
| 19 novembre 2020 | Charlotte HornetsNick Richards                                                      | N.O. PelicansScelta 2º giro Draft 2024  |
| 29 novembre 2020 | Charlotte HornetsGordon Hayward Scelta 2º giro Draft 2023 Scelta 2º giro Draft 2024 | Boston CelticsScelta 2º giro Draft 2022 |